# Centro histórico de Pienza
Pienza, en la provincia de Siena, Italia, es uno de los pocos proyectos de la ciudad ideal del Renacimiento implementado.
El proyecto de planificación urbana, comisariada por Bernardo Rossellino para el papa Pío II, es uno de los logros más significativos del siglo XV italiano.

## Historia
En 1459, Enea Silvio Piccolomini , recientemente elegido papa con el nombre de Pío II , decidió implementar una transformación radical de su lugar de nacimiento, Corsignano en Val d'Orcia , convirtiéndola en una residencia ideal digna de un papa y su corte, según un léxico arquitectónico "romano", es decir, clasicista, que estaba de moda en ese momento. El trabajo fue confiado a Bernardo Rossellino , un alumno de Leon Battista Alberti , que ya estaba activo en la corte papal donde también planeó la renovación de San Pietro .
Era la primera vez que se ponían en práctica las meditaciones esporádicas y casi siempre incumplidas sobre el diseño urbano de los arquitectos humanistas, en un plan uniforme y de gran alcance.
La muerte de Rossellino y Pío II Piccolomini impidió la realización completa del proyecto.

## Preexistencias
Corsignano era un pueblo medieval fortificado tan numeroso en la zona. Situada en la cresta de una colina, estaba rodeada de muros y tenía una forma alargada, atravesada por un eje de carretera principal ligeramente curvado, del que partía la red de carreteras secundaria.

## La intervención del renacimiento
El proyecto inicial se refería solo a la plaza central, donde se encontraba la catedral, el palacio noble papal, la sede del municipio y el obispo de Pienza.
Interior del Duomo
Luego, la intervención se extendió al resto del pueblo, queriendo reestructurar los edificios más importantes que daban a la calle principal, para hacerlos las residencias del séquito del cardenal y muchas "casas nuevas", para los menos ricos, que se colocaron cerca de las paredes.  .
Rossellino colocó la plaza en una posición tangente a la calle principal, en el punto donde el eje se dobla y el suelo se extiende hacia el Val d'Orcia. La ampliación tiene forma trapezoidal, con la Catedral en el lado principal, el palacio Piccolomini a la derecha, el palacio del Obispo a la izquierda y al final, más allá de la carretera, el palacio pretoriano . El pavimento está en terracota dividido en cuadrados por tablones de travertino , que crean una cuadrícula de perspectiva vinculada horizontalmente al desarrollo arquitectónico de los edificios circundantes  .
Los edificios fueron diseñados de acuerdo con un aspecto deliberadamente albertiano : la fachada de la Catedral de hecho ocupa la división tripartita del Templo Malatesta , aunque las pilastras que sobresalen particularmente entre los arcos de los portales, además de conectar las dos órdenes superpuestas, resaltan explícitamente la división interna en tres naves. : este es el primer intento del siglo XV para relacionar la arquitectura interna y externa de un edificio sagrado  . La abrasión es aún más original, con grandes ventanas geminadas que inundan el interior con luz, marcada por pilares de viga , de acuerdo con el deseo del cliente de imitar al alemán Hallenkirchen y su espacialidad luminosa.
Palazzo Piccolomini
Fachada en el jardin
Palazzo Piccolomini retoma los motivos del Palazzo Rucellai en Florencia (portales, banco de calle , sillar liso en la fachada, cuadrícula equilibrada de líneas verticales y horizontales donde se insertan las ventanas geminadas en la ronda), incluso si presenta una incorrección compositiva con respecto a este último: en el palacio de Alberti la ventana se deriva del lapsoen cambio, aquí es independiente del esquema de construcción, esto se debe a que Rossellino es más un constructor que un teórico de la arquitectura y, como tal, pensó que la fachada debería derivarse de la distancia entre las vigas, en lugar de las proporciones estudiadas en la mesa. El plan retoma el motivo del patio central con arcadas. La parte trasera del jardín panorámico es más original, con una logia de tres pisos, desde la cual puede disfrutar de una vista extraordinaria del valle hasta Monte Amiata , mejorando mutuamente el espacio construido y el espacio natural, un ejemplo esencial para las villas suburbanas posteriores  .
El Palacio Episcopal tiene una característica puramente renacentista: el pavimento regular acentúa su visión en perspectiva: también se indica un letrero que indica el punto de vista ideal.

El resultado, al menos en las partes terminadas, como el cuadrado, fue una residencia papal perfecta, basada en la homogeneidad de la visión arquitectónica, en la que el escaneo horizontal del pavimento pavimentado parece reflejarse en la geometría regular de las líneas verticales de las elevaciones de los edificios, casi elevándose para formar arquitectónico  .

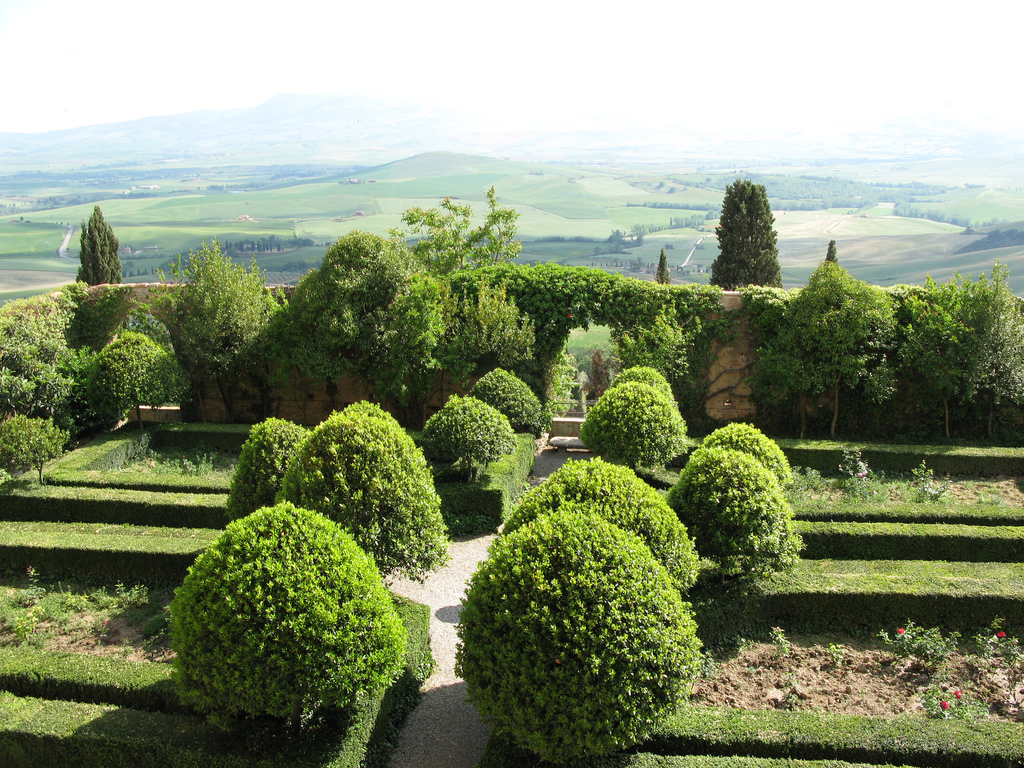
Jardines del Palazzo Piccolomini.

El centro histórico de Pienza es un concepto de centro urbano donde se realiza, en el siglo XV, el primer modelo de la ciudad ideal diseñado por los humanistas del Renacimiento. Está inscrito en el Patrimonio de la Humanidad de la Unesco desde 1996.

## Ciudad preexistente
Pienza, pequeño pueblo de origen etrusco en el centro del Valle de Orcia, se ubica sobre una colina en perfecta armonía con el paisaje rural circundante. En la Edad Media, con el nombre de Corsignano se convirtió en un borgo fortificado (incastellamento), como muchos otros de la zona. Su rodeó de una muralla de forma alargada, estableciéndose una red viaria principal ligeramente curvada, de la que partían las vías menores.

## Intervención renacentista
En 1459, visitando la localidad por entonces llamada Corsignano, que era su lugar de nacimiento, el papa Pío II (nombre que adoptó el hasta entonces reputado humanista Eneas Silvio Piccolomini) encontró al lugar y a sus habitantes en un estado de extrema pobreza. Quiso crear un espacio urbano adaptado a la felicidad de su pueblo, y convertirlo en su residencia de verano. Entre 1459 y 1463 el arquitecto Bernardo Rossellino estuvo a cargo de la planificación general de la ciudad, basada en los principios de planificación desarrollados por Leon Battista Alberti. Su muerte supuso el final prematuro de las obras: solo tuvo tiempo de construir el palacio papal y la catedral, ambas en la plaza (la Piazza di Pienza), núcleo en torno al que se ordenaría todo el conjunto urbano.
A través de los siglos, el tejido urbano ha experimentado muy pocos cambios. Todavía están presentes muchos pozos y fuentes antiguas; y la característica decoración al esgrafiado continúa en las fachadas y en parte de las murallas medievales.

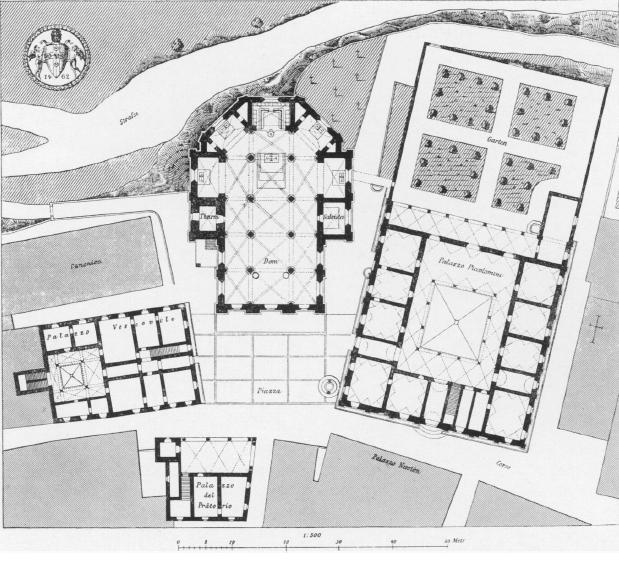
Planta de la Piazza de Pienza y sus edificios aledaños.

La planificación idealizada de Rossellino estaba diseñada conforme a nuevos principios urbanísticos donde la arquitectura del Renacimiento pudiera encontrar su escenario perfecto. Concibió un centro con piazza -plaza- y construcciones principales rodeadas por el resto de la pequeña ciudad: el Duomo -catedral-, el Palazzo Pubblico, comunale o signoria -ayuntamiento-, el Palazzo Vescovile -palacio episcopal- y el Palazzo Piccolomini, donde asumió la organización de la fachada del Palazzo Rucellai de Florencia. También incluye uno de los más antiguos jardines nobiliarios de Italia.

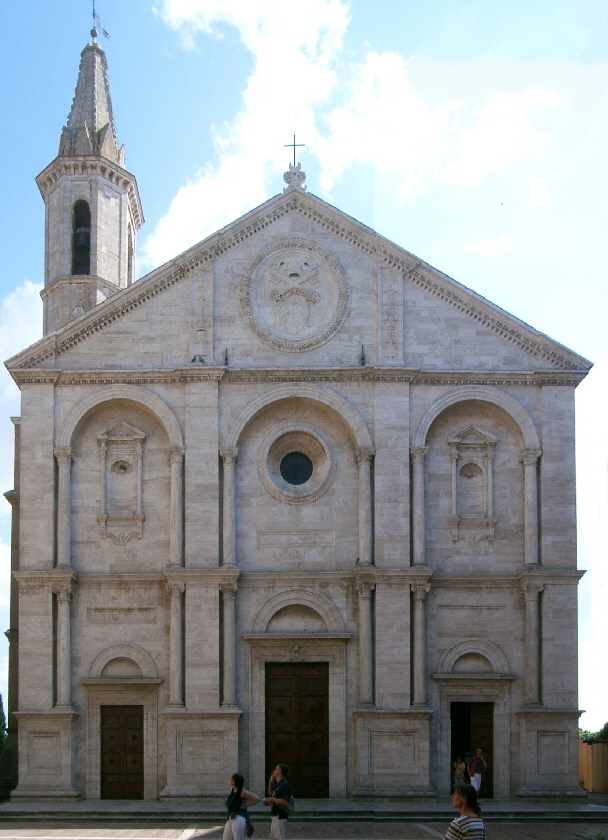
Duomo.
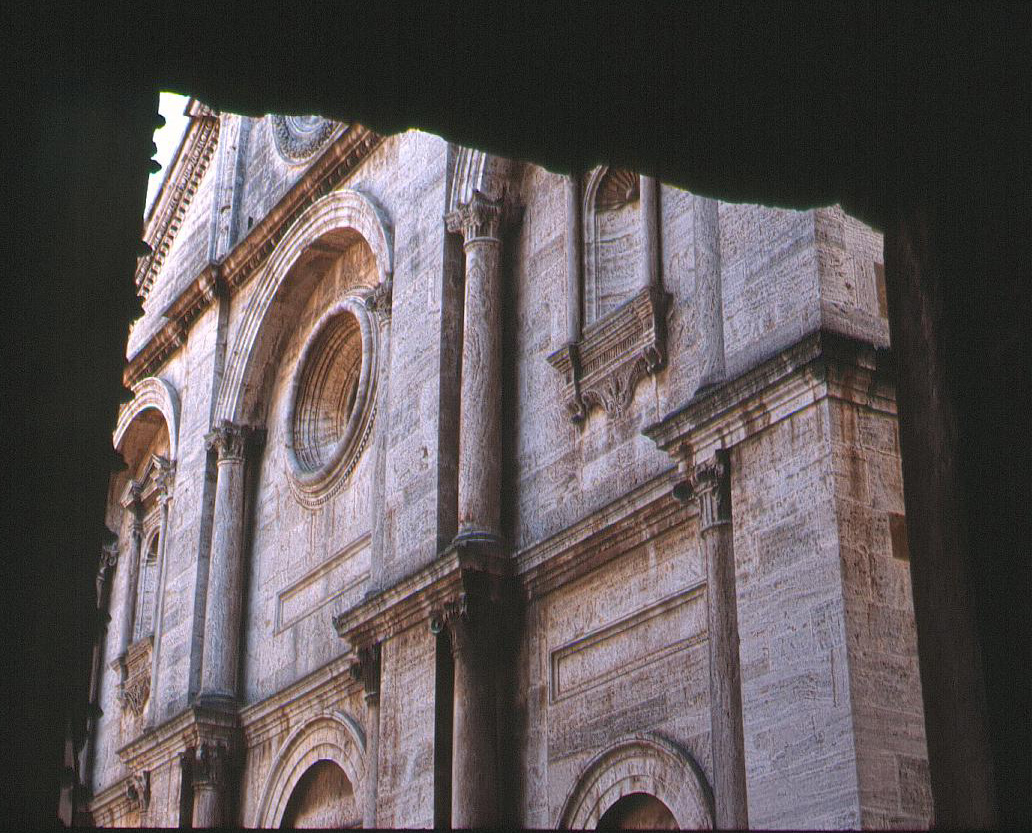
Vista parcial del Duomo desde la entrada al Palazzo Piccolomini.
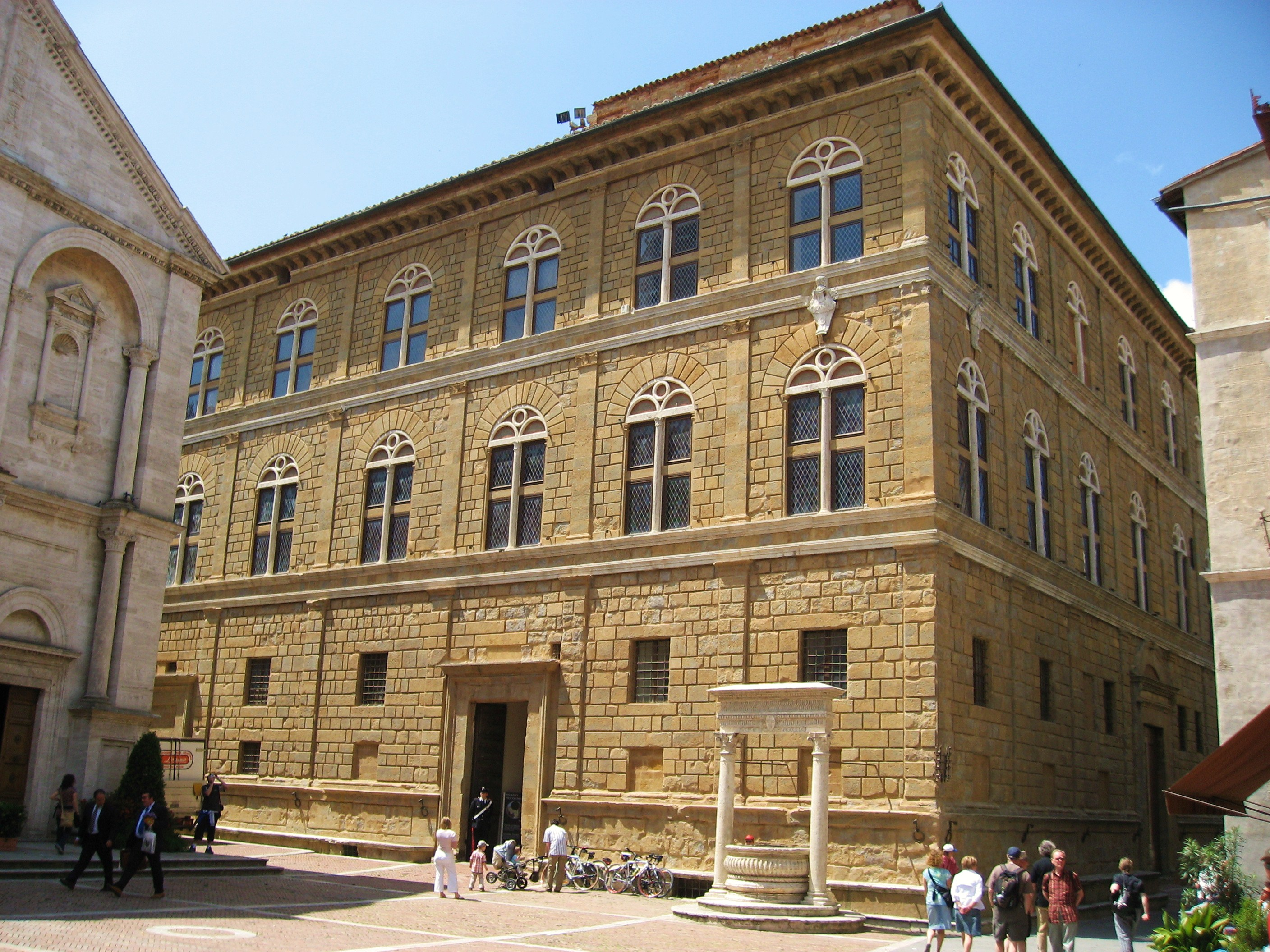
Palazzo Piccolomini.
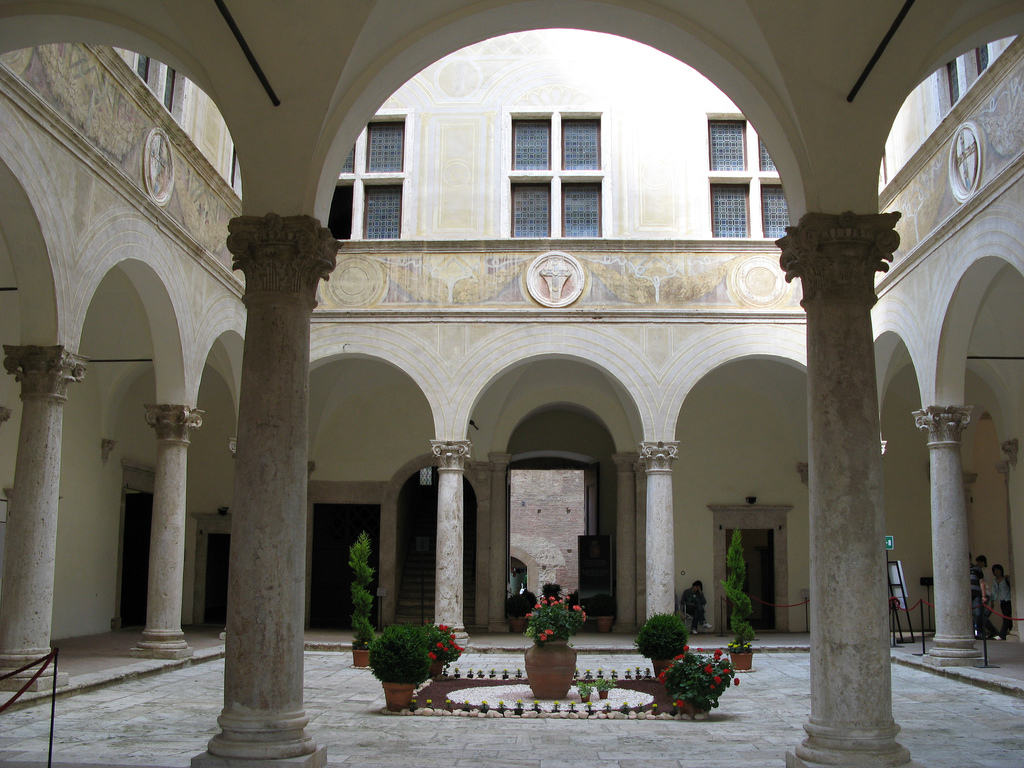
Cortile del Palazzo Piccolomini.
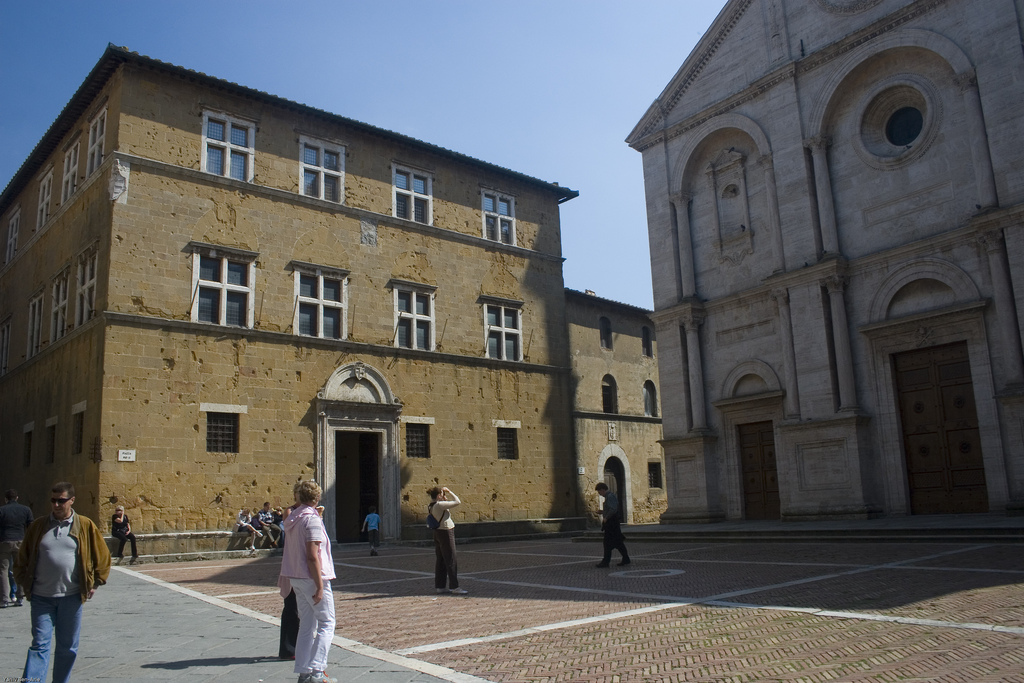
Palazzo Vescovile.

## Alrededores
No solo se ha buscado la protección del núcleo histórico (como con otros centros históricos), sino también la de su paisaje circundante, prohibiendo la construcción en un radio de 2,5 kilómetros al sur.
Cinco communne del Valle de Orcia (Castiglione d'Orcia, Montalcino, Pienza, Radicofani y San Quirico d'Orcia) se han unido para crear una entidad territorial denominada Parco artistico, naturale e culturale del Val d'Orcia ("parque artístico, natural y cultural del Valle de Orcia") que tiene por objeto la preservación y protección del importante patrimonio natural y artístico del valle.

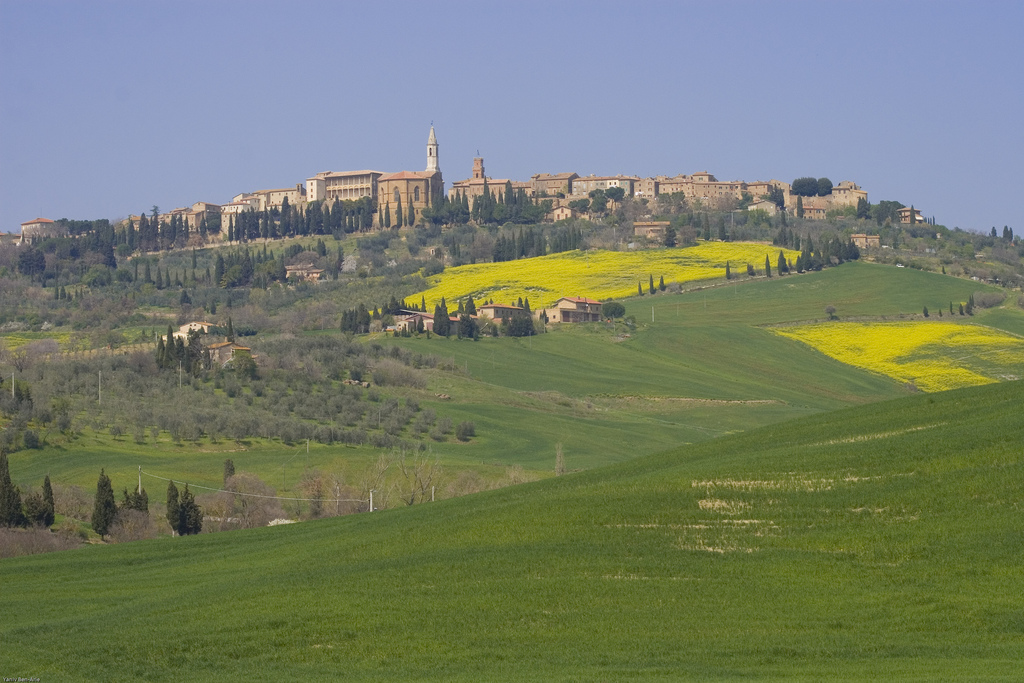
Pienza desde el Valle de Orcia.